# Philovenator
Philovenator (nghĩa đen "thợ săn tình yêu") là một chi khủng long tuyệt chủng trong họ troodontidae từ thành hệ Wulansuhai (thuộc Campanian, khoảng giữa 75 và 71 triệu năm trước) của Nội Mông, Trung Quốc. Tên loài (curriei) được đặt để vinh danh Currie